# Bellevalia zoharyi
Bellevalia zoharyi là một loài thực vật có hoa trong họ Măng tây. Loài này được Feinbrun mô tả khoa học đầu tiên năm 1939.